# Schistomitrium sparei
Schistomitrium sparei là một loài rêu trong họ Dicranaceae. Loài này được Dixon ex A. Johnson mô tả khoa học đầu tiên năm 1964.